# Deutz OMZ 122 R
Deutz OMZ 122 R – manewrowa lokomotywa spalinowa produkowana w zakładach Klöckner-Humboldt-Deutz AG w Kolonii w latach 1932–1942. Pierwsza seria produkcyjna spalinowozów z numerami seryjnymi 10000-27999 była produkowana w latach 1932–1940, zaś druga obejmująca lokomotywy z numerami seryjnymi 33000-42999 w latach 1940–1942. Wyprodukowano łącznie 176 egzemplarzy. Lokomotywa przeznaczona była do wykonywania lekkich prac manewrowych na przyzakładowych bocznicach kolejowych.

## Opis konstrukcji
Ostoja lokomotywy została wykonana z blach stalowych o grubości 4 mm, zamontowane zostały wzmocnione czołownice z dwoma zderzakami trzonowo–pochwowymi i odsprężynowanymi hakami cięgłowymi. W ostoi zostały wykonane wykroje maźnicze, w których osadzono ślizgowe łożyska osi dla dwóch zestawów kołowych, odsprężynowanych indywidualnie za pomocą resorów płaskich. Nadwozie zostało wykonane z blach stalowych–spawanych i nitowanych, spalinowóz posiada przedział maszynowy i pojedynczą kabinę maszynisty. 
W lokomotywie zamontowano silnik OMZ 122 produkcji Deutz o mocy 42 KM (przy 800 obr./min), dwucylindrowy z przekładnią mechaniczną oraz czterobiegową skrzynię. Napęd jest przekazywany na koło zębate osadzone sztywno na osi drugiego zestawu kołowego. Zestawy kołowe połączono wiązarami z panewkami tulejowymi. Lokomotywa posiada oświetlenie elektryczne o napięciu 12 woltów.

## Eksploatacja w Polsce
W latach 1932–1934 Pierwsza Fabryka Lokomotyw w Chrzanowie zakupiła od zakładów Deutz dokumentacje techniczne kilku serii lokomotyw spalinowych dla przemysłu, zarówno wąskotorowych jak i normalnotorowych. Wśród zakupionych projektów znajdował się projekt lokomotywy OMZ122R. Jesienią 1938 r. projekt poddano korekcie w biurze konstrukcyjnym Fabloku i przystąpiono do produkcji egzemplarza prototypowego oznaczonego 8DL. W trakcie projektowania i produkcji wiele elementów zostało zmodyfikowanych, przede wszystkim pod kątem zastosowania możliwie najtańszych materiałów. W sierpniu 1939 r. zakończono produkcję pierwszej lokomotywy. Wybuch drugiej wojny światowej przerwał dalsze prace, los prototypu pozostaje nieznany. Dokumentacja lokomotyw OMZ122R została wykorzystana przez Fablok do zaprojektowania powojennej serii manewrowych lokomotyw spalinowych Ls40
Kilka lokomotyw spalinowych OMZ 122 R eksploatowano w Polsce po drugiej wojnie światowej. Jedna z nich pracowała w Cukrowni Jawor na Dolnym Śląsku. W 2007 r. Muzeum Przemysłu i Kolejnictwa na Śląsku zakupiło lokomotywę o numerze seryjnym 33124. Wiosną 2014 r. lokomotywę poddano naprawie głównej mającej na celu przywrócenie jej do ruchu – naprawa obejmowała m.in. regenerację silnika i uszkodzonego bloku przekładni mechanicznej. Prace zakończono jesienią 2014 r. Po naprawie lokomotywa jest najstarszą czynną lokomotywą spalinową w Polsce.